# Tabea Becker
Tabea Becker (* 1970) ist eine deutsche Germanistin und Universitätsprofessorin. Ihr Betätigungsfeld ist die Sprachdidaktik. Sie lehrt seit 2012 an der Leibniz Universität Hannover.

## Werdegang
Nach einem Studium der Germanistik, Anglistik und Kunstgeschichte an der TU Darmstadt promovierte Tabea Becker im Jahr 2000 im Fach Sprachwissenschaften. Die Dissertation trägt den Titel Kinder lernen erzählen. Zur Entwicklung narrativer Fähigkeiten von Kindern unter Berücksichtigung der Erzählform. Nach ihrer Dissertation war sie von 2000 bis 2009 als wissenschaftliche Assistentin für Fachdidaktik Deutsch an der TU Dortmund tätig. Im Wintersemester 2007/2008 lehrte sie an der Pädagogischen Hochschule Heidelberg, anschließend von 2009 bis 2011 an der Universität Münster. Von 2011 bis 2012 hatte sie eine Lehrtätigkeit an der Universität Bielefeld inne.
Im Jahr 2011 erhielt sie an der TU Dortmund die Venia Legendi für Germanistische Linguistik und Sprachdidaktik. Die Habilitationsschrift trägt den Titel Schriftspracherwerb in der Zweitsprache.
Tabea Becker ist u. a. Mitglied im Deutschen Germanistenverband und im Deutschen Hochschulverband.

## Forschungsgebiete
Tabea Beckers Forschungsgebiete sind u. a. der Spracherwerb, der Schriftspracherwerb, Early Literacy, der Erzählerwerb, die Grammatikdidaktik sowie die Mehrsprachigkeit. Aktuell befasst sie sich mit dem Projekt RESO, einem länderübergreifenden Projekt zur Entwicklung eines Konzeptes zur Rechtschreibdiagnose und -förderung.